# Častkovce
Častkovce (in ungherese Császtó) è un comune della Slovacchia facente parte del distretto di Nové Mesto nad Váhom, nella regione di Trenčín.
Častkovce fu uno dei principali centri in cui si insediarono gli habani, una minoranza religiosa di origine tedesca, tanto che il soprannome di habani fu impiegato per indicare tutti gli abitanti del paese.